# Pass Me By (альбом)
Pass Me By — студийный альбом американской певицы Пегги Ли, выпущенный в 1965 году на лейбле Capitol Records. Аранжировки подготовил Лу Леви.
Выпущенный в поддержку одноимённый сингл достиг 20-й позиции в чарте Middle-Road Singles, а также 93-й строчки «горячей сотни». Сам альбом поднялся до 145 места в Billboard Top LP’s.

## Отзывы критиков
| Оценки критиков                   | Оценки критиков |
| Источник                          | Оценка          |
| --------------------------------- | --------------- |
| AllMusic                          | [ 2 ]           |
| The Encyclopedia of Popular Music | [ 5 ]           |

Джон Буш из AllMusic заявил, что лейбл решил включить в альбом слишком много разнообразного материала, и в результате получился разрозненный альбом с несколькими хорошими номерами, но без реальной сплочённости. В журнале Billboard отметили, что неотразимая Пегги Ли, изысканный материал и аранжировки Лу Леви — это выигрышное сочетание.

## Список композиций
1. «Sneakin’ Up on You» (Тед Дарилл, Чип Тейлор) — 2:21
2. «Pass Me By» (Сай Коулман, Кэролин Ли) — 2:23
3. «I Wanna Be Around» (Сейди Виммерстедт, Джонни Мерсер) — 2:26
4. «Bewitched» (Говард Гринфилд, Джек Келлер) — 2:06
5. «My Love, Forgive Me (Amore, Scusami)» (Джино Месколи, Вито Паллавичини) — 2:31
6. «You Always Hurt the One You Love» (Дорис Фишер, Аллан Робертс) — 1:43
7. «A Hard Day’s Night» (Джон Леннон, Пол Маккартни) — 2:04
8. «L-O-V-E» (Берт Кемпферт, Милт Гейблер) — 2:04
9. «Dear Heart» (Джей Ливингстон, Рэй Эванс, Генри Манчини) — 2:19
10. «Quiet Nights of Quiet Stars» (Антониу Карлос Жобин, Джин Лис) — 2:21
11. «That’s What It Takes» (Пегги Ли, Peggy Lee, Сай Коулман, Билл Шлагер) — 2:17

## Участники записи
- Аранжировка — Лу Леви (1, 3-10), Дейв Грусин (2), Шорти Роджерс (11)
- Бас-гитара — Боб Уитлок
- Вокал — Пегги Ли
- Гитара — Билл Питман, Боб Бэйн, Деннис Будимир, Джон Пизано
- Перкуссия — Франсиско Агуабелла
- Ударные — Джон Герин
- Фортепиано — Лу Леви

Данные взяты из примечаний к альбому.

## Чарты
| Чарт (1965)              | Высшая позиция |
| ------------------------ | -------------- |
| США (Billboard Top LP’s) | 145            |